# (8554) Gabreta
(8554) Gabreta ist ein Asteroid des Hauptgürtels, der am 25. Mai 1995 von Miloš Tichý am Kleť-Observatorium in Tschechien entdeckt wurde.
Der Name Gabreta ist eine alte, vermutlich keltische Bezeichnung für den Böhmerwald. Er wurde das erste Mal von Strabon in seinen Geographika im ersten Jahrhundert erwähnt.